# AXE-methode
De AXE-methode is een methode die voorvloeit uit de VSEPR-theorie om op een symbolische manier de moleculaire geometrie van een molecule weer te geven. De A stelt het centraal atoom voor en heeft altijd subscript 1 (dat nooit genoteerd wordt). De X (soms ook voorgesteld door de letter B) stelt het aantal sigmabindingen van atomen of atoomgroepen (zoals in coördinatieverbindingen) naar het centraal atoom voor. Meervoudige bindingen (dubbele en drievoudige) worden geteld als 1 sigmabinding. De E staat voor het aantal vrije elektronenparen op het centraal atoom. De som van X en E wordt het sterisch getal genoemd en wordt geassocieerd met het aantal gehybridiseerde orbitalen op het centraal atoom.

## Overzicht van moleculaire geometrieën
| AXE-symbool | Geometrie              | Ruimtelijke structuur | Voorbeeldverbinding |
| ----------- | ---------------------- | --------------------- | ------------------- |
| AX1En       | diatomisch             |                       | HF                  |
| AX2E0       | lineair                |                       | CO2                 |
| AX2E1       | geknikt                |                       | SO2                 |
| AX2E2       | gebogen                |                       | H2O                 |
| AX2E3       | lineair                |                       | XeF2                |
| AX3E0       | trigonaal planair      |                       | BF3                 |
| AX3E1       | trigonale piramide     |                       | NH3                 |
| AX3E2       | T-vormig               |                       | BrF3                |
| AX4E0       | tetraëder              |                       | CH4                 |
| AX4E1       | seesaw                 |                       | SF4                 |
| AX4E2       | vierkant planair       |                       | PtCl4               |
| AX5E0       | trigonale bipiramide   |                       | PCl5                |
| AX5E1       | vierkante piramide     |                       | ClF5                |
| AX5E2       | pentagonaal planair    |                       | XeF5−               |
| AX6E0       | octaëder               |                       | SF6                 |
| AX6E1       | pentagonale piramide   |                       | XeOF5−              |
| AX7E0       | pentagonale bipiramide |                       | IF7                 |